# Dia de la Unitat Popular
Dia de la Unitat Popular (en rus: День народного единства) és una festa nacional de Rússia. Se celebra el 4 de novembre i commemora l'aixecament popular que va expulsar les forces d'ocupació de la Mancomunitat de Polònia-Lituània el novembre de 1612, fet que va posar fi a l'època de revoltes del Període Tumultuós i a la intervenció de Rússia en la guerra amb Polònia. Al·ludeix a la idea de la unitat de la societat russa que va poder protegir l'Estat, fins i tot en l'absència d'un tsar que pogués guiar-la.
Des de l'any 1613 fins al 1917, se celebrava el Dia de l'alliberament de Moscou dels invasors polonesos. La idea de reviure aquella celebració com el Dia de la Unitat Popular fou proposada pel Consell Interreligiós de Rússia el 2004, i després va passar a ser iniciativa de la Duma Estatal.
La festivitat se celebra amb el seu nou nom des de 2005.
A causa del fet que quan es va iniciar era una festa totalment nova per a la societat actual russa, en els primers anys va ser en gran part desconeguda per la població.